# Ouverture solennelle 1812
 (novembre 2024).
Si vous disposez d'ouvrages ou d'articles de référence ou si vous connaissez des sites web de qualité traitant du thème abordé ici, merci de compléter l'article en donnant les références utiles à sa vérifiabilité et en les liant à la section « Notes et références ».
L’Ouverture solennelle 1812 en mi bémol majeur, op. 49, également appelée L'Année 1812 ou Ouverture 1812 (en russe : Увертюра 1812 года [Ouviertyoura 1812 goda]), est une ouverture solennelle de Piotr Ilitch Tchaïkovski, composée entre septembre et novembre 1880 pour commémorer la retraite de Russie lors de la campagne napoléonienne de Russie en 1812.

## Orchestration
| Instrumentation de L'Année 1812 |
| Bois |
| Piccolo, 2 flûtes, 2 hautbois, 1 cor anglais, 2 clarinettes (en si♭) et 2 bassons                                                                                 |
| Cuivres |
| 4 cors (en fa), 2 cornets (en si♭), 2 trompettes (en mi♭), 3 trombones (2 ténors et 1 basse) et 1 tuba                                                            |
| Percussions |
| Timbales, cymbales, grosse caisse, cloches, tambourin, triangle, tambour militaire, 4 cloches (en carillon ou tubulaires en mi♭, fa, sol, si♭) et canon militaire |
| Cordes |
| Premiers violons, seconds violons, altos, violoncelles et contrebasses                                                                                            |
| Orchestre militaire (ad libitum) |
| 4 cors (en fa), 2 cornets (en si♭), 2 trombones, 1 tuba et tambours militaires                                                                                    |

## Analyse
L’Ouverture solennelle 1812 commence par le tropaire de la Croix annonçant l'entrée en guerre de la Russie contre la France. Celui-ci est suivi de chants solennels évoquant la victoire pour la Russie. Ensuite vient le thème des armées en marche annoncé par les cors. La victoire française à la bataille de la Moskova et la prise de Moscou sont représentées par La Marseillaise, bien que sous l'empire, depuis 1804, le Chant du départ fût l'hymne national français, Napoléon le préférant à La Marseillaise qu'il considérait comme trop « révolutionnaire ». Ensuite, deux thèmes issus de chants populaires russes annoncent les futurs revers de Napoléon. Un diminuendo représente la retraite de Napoléon hors de Moscou (octobre 1812). Arrivent enfin les coups de canon représentant l'avancée russe à travers les lignes françaises. Puis, les cloches et les salves de canon célèbrent la victoire de la Russie et la défaite française. Dieu sauve le tsar, l'hymne impérial russe, retentit alors, en opposition avec La Marseillaise entendue précédemment. Durant la période soviétique, le thème de l'hymne Dieu sauve le tsar fut souvent remplacé par celui du chœur final de l'opéra Une vie pour le tsar de Mikhaïl Glinka.
Le thème principal de cette œuvre, joué à la fin par les trompettes, peut être aisément joué – bien que cela n'ait pas été prévu pour – à la trompette naturelle ou à la trompette de cavalerie en mi♭ puisque les notes constituent les harmoniques naturelles.
Tchaïkovski dit de cette œuvre : 
« L'ouverture sera très explosive et tapageuse. Je l'ai écrite sans beaucoup d'amour, de sorte qu'elle n'aura probablement pas grande valeur artistique. »
La première représentation de l'Ouverture 1812 eut lieu à Moscou le 8/20 août 1882 (selon le calendrier julien ou grégorien), sous la direction d'Hippolyte Altani, lors de la consécration de la cathédrale du Christ-Sauveur érigée en commémoration de la guerre contre Napoléon Ier. Son exécution dure une quinzaine de minutes. 
En 1881 (?), Tchaïkovski arrangea l'Ouverture 1812 pour piano à quatre mains et pour piano à deux mains.

## Emprunts
- En 1965, le final apparaît dans le film Help! de Richard Lester avec les Beatles, lors d'une scène de bataille sur le site de Stonehenge.
- En 1967, Charlie Drake parodie le final en jouant à lui tout seul l'ensemble de l'orchestre.
- En 1970, Ken Russell l'emploie vers la fin de The Music Lovers, film biographique sur la vie de Tchaïkovski, elle est utilisée pour une scène grandiloquente et délirante évoquant le succès du compositeur.
- En 1971, Woody Allen utilise cette ouverture dans une scène de son film Bananas.
- En 1977, Cozy Powell utilise cette ouverture lors de l’exécution de son solo de batterie sur la tournée européenne de Rainbow sur le titre Still I'm Sad.
- En 1980, le générique de fin du film Y a-t-il un pilote dans l'avion ?
- En 1983, Michael Apted l'utilise dans son film Gorky Park où, notamment, les coups de canon couvrent le bruit de coups de feu.
- En 1989, dans le film Le Cercle des poètes disparus de Peter Weir, le thème de l'ouverture est sifflé par John Keating.
- En 1990, dans La Disparition de M. Davenheim, Hercule Poirot explique que le méchant a dérobé le coffre-fort en couvrant les bruit de marteaux avec ceux des coups de canons.
- En 1991, Frank Zappa l'utilise dans son album Make A Jazz Noise Here, dans la chanson intitulée Big Swifty.
- En 1991, la marque Gottlieb présente le flipper Class Of 1812 qui reprend le thème principal lors de la multibille.
- En 1994, on trouve cette ouverture lors du concert célébrant la fête nationale américaine à la fin du film Blown Away de Stephen Hopkins.
- En 1998, le final apparaît dans la série télévisée d'animation Les Simpson, lors de l'épisode La Malédiction des Simpson pendant un documentaire intitulé When Buildings Collapses.
- En 1999, durant les élections européennes, L'Année 1812 a été utilisée par le Front national, pour un clip de campagne[1].
- En 2000, le thème final arrangé fut utilisé comme musique d'ouverture du jeux vidéo Risk II sur PC.
- En 2002, le thème des armées en marche est utilisé dans l'épisode 1 de la saison 4 de la série télévisée Farscape ainsi que dans la saison 4 épisode 17 de la série télévisée Malcolm in the middle.
- En 2003, de œuvre a été utilisée dans The War Begins, se déroule ici pendant le l'automne de Sturgeon Falls.
- En 2005, elle apparait dans l'épisode 2 Casse-noisettes de la saison 1 de Robot Chicken.
- En 2006, cette œuvre de Tchaïkovski a été utilisée dans le film V pour Vendetta. Dans la bande dessinée V pour Vendetta, le héros faisait une mise en scène où, seul devant la partition de cette ouverture, il se comportait comme un chef d'orchestre et faisait exploser deux organes du pouvoir.
- En 2009, le morceau est utilisé pour le feu d'artifice du 14 juillet tiré depuis la tour Eiffel, commémorant par la même occasion les 120 ans de l'édifice.
- En 2009, une partie du morceau est utilisée dans le jeu vidéo Ratchet and Clank: A Crack in Time quand le joueur utilise le « TELT V ».
- En 2012, le final est utilisé dans l'épisode Souvenirs de Doofenschmirtz de la série Phinéas et Ferb.
- En 2014, le final est utilisé dans le jeu Borderlands: The Pre-Sequel, Claptrap peut avoir une attaque spéciale où il se transforme en bateau pirate et tire au canon au rythme de la musique.
- En 2014, le final est utilisé dans le jeu Forza Horizon 2, il est diffusé via la radio classique « Levante.FM ».
- En 2014, il est utilisé dans un épisode de Mozart in the Jungle, série américaine suivant l'orchestre philharmonique de New-York.
- En 2016, une partie du final offre les premières notes de la comédie musicale La La Land, au truchement d'un autoradio.
- En 2017, elle est utilisée lors de la scène de l'orchestre de prouts dans Captain Underpants
- En 2020, le morceau est ajouté dans la liste des sons jouables par les joueurs dans le jeu Sea Of Thieves sous le nom "1812".
- En 2021, le final apparait dans le film The King's Man : Première Mission lors de la confrontation entre Raspoutine et Shola.
- En 2022, elle apparaît également dans  Sonic 2, le film lorsque que Sonic détruit accidentellement un pâté de maisons dans un quartier de Seattle après avoir arrêté un vol.
- En 2022, Le Catcheur suisse Claudio Castagnoli l'utilise comme chanson d'entrée sous le nom Uppercut Swingphony